# Maurice Blondel (football)
Pour les articles homonymes, voir Blondel et Maurice Blondel.
Maurice Blondel, né le 13 janvier 1918 à Rouen (Seine-Inférieure) et mort le 15 novembre 2006 à Cancale (Ille-et-Vilaine), est un footballeur et entraîneur de football français.

## Carrière
Maurice Blondel commence sa carrière de footballeur au FC Rouen en 1930, où il reste jusqu'en 1950, évoluant comme milieu de terrain - on disait alors demi. Il est deuxième du Concours du plus jeune footballeur en 1936. Il est champion de France 1945 et demi-finaliste de la Coupe de France en 1940, 1941 et 1943. 
Il devient par la suite entraîneur, d'abord au FC Rouen (1947-1950), puis à l'AS Cherbourg (1950-1956), Vendôme (1956-1957), SCO Angers (1957-1960), CO Roubaix-Tourcoing (1960-62), Limoges FC (1962-66 et 1968-70), AS Cannes (1966-1968), AC Saint-Nazaire (1969-1975) et enfin ES La Rochelle (1975-1978). 